# Aigine

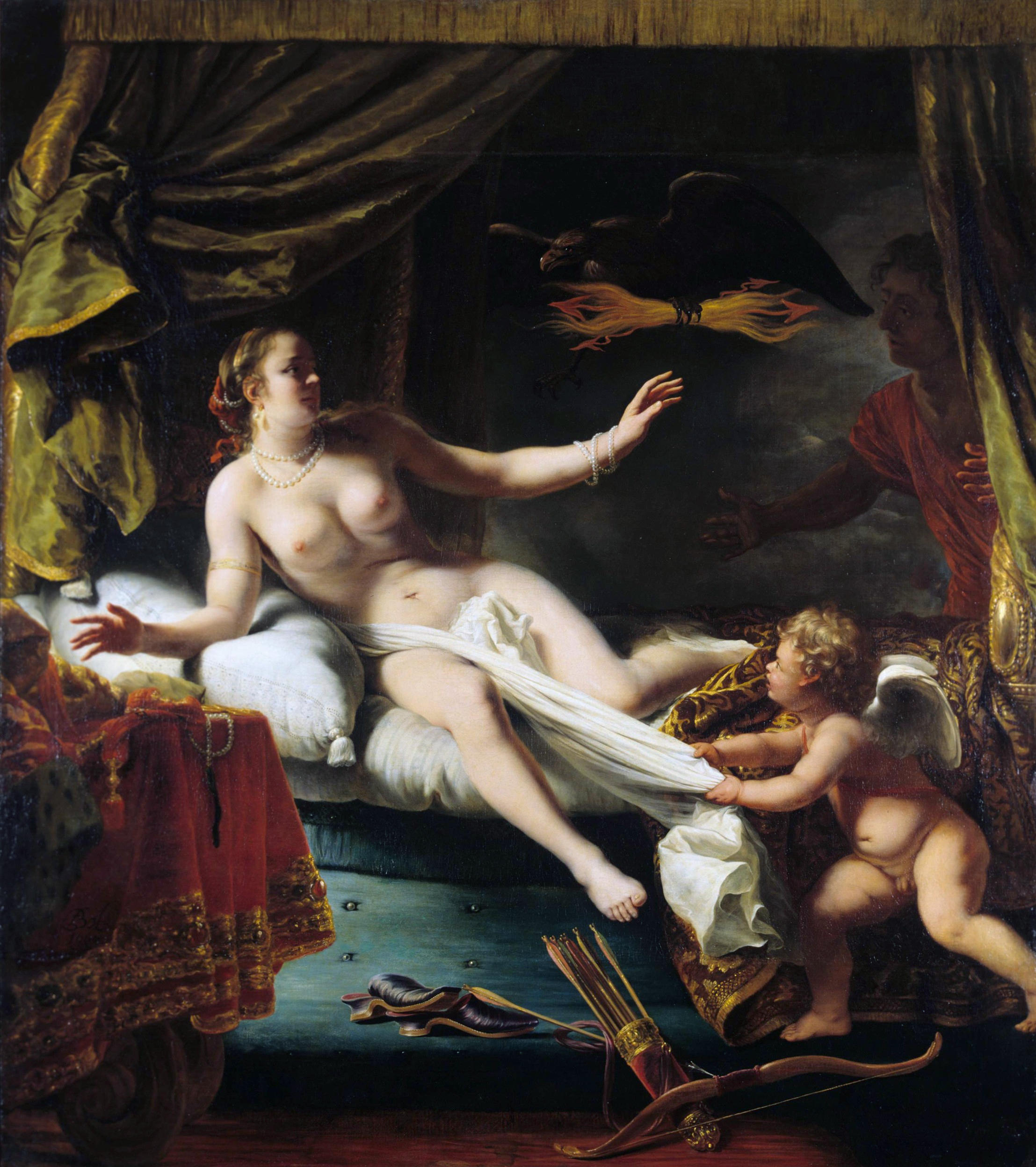
Αἴγινα

Aiginê (grek. Αιγινη) eller Aigina, var en najadnymf i grekisk mytologi.  Hennes latinska namn var Aegina. Hon bodde i källan eller fontänen i staden Aigina på ön med samma namn. Hon var dotter till flodguden Asopos och najaden Metope.
Guden Zeus tog skepnad av en örn och förde henne bort från floden Asopos, där hon var född, till ön Aigina. Hon födde sonen Aiakos, som hon fick med Zeus och hade med kung Aktor ytterligare en son som hette Menitios.